# Солодаренко Роман Васильович
Роман Васильович Солодаренко (нар. 26 січня 1984) — український бізнесмен, президент і власник футбольного клубу «Кудрівка».

## Біографія
Солодаренко народився в селі Кудрівка Чернігівської області. У 2018 році його було обрано почесним громадянином Сосниці.
У 2023 році він відкрив завод з виробництва крафтового сиру в Кудрівці. У грудні того ж року він спробував придбати футбольний клуб «Десна» (Чернігів), але безуспішно. У 2024 році його було призначено головою Чернігівської обласної футбольної асоціації.
У 2023 році стало відомо, що президент клубу першої ліги «Нива» (Бузова) планує припинити футбольну діяльність і Роман Солодаренко придбав цю команду, а наступного року об'єднав її за своєю «Кудрівкою», зайнявши місце «Ниви» у першій лізі. 2025 року його команда вийшла до Прем'єр-ліги.

## Особисте життя
Його син, Тимофій Солодаренко, займається футболом у академії «Вердера» (Бремен).